# Communauté de communes de la Beauce alnéloise
La communauté de communes de la Beauce alnéloise est une ancienne communauté de communes française, située dans le département d'Eure-et-Loir et la région Centre-Val de Loire. En 2017, elle a fusionné avec 4 autres communautés de communes pour devenir la communauté de communes des Portes Euréliennes d’Île-de-France, dont le siège est situé à Épernon.

## Composition
Elle est composée des communes suivantes :
| Nom                       | Code Insee | Gentilé                  | Superficie (km2) | Population (dernière pop. légale) | Densité (hab./km2) |
| ------------------------- | ---------- | ------------------------ | ---------------- | --------------------------------- | ------------------ |
| Auneau (siège)            | 28015      | Alnélois                 | 17,05            | 4 223 (2013)                      | 248                |
| Ardelu                    | 28009      |                          | 4,07             | 75 (2014)                         | 18                 |
| Aunay-sous-Auneau         | 28013      | Alnelois                 | 19,41            | 1 437 (2014)                      | 74                 |
| Béville-le-Comte          | 28039      | Bévillois                | 20,12            | 1 585 (2014)                      | 79                 |
| La Chapelle-d'Aunainville | 28074      |                          | 7,50             | 291 (2014)                        | 39                 |
| Châtenay                  | 28092      |                          | 10,27            | 243 (2014)                        | 24                 |
| Denonville                | 28129      | Denonvillois             | 12,82            | 742 (2014)                        | 58                 |
| Garancières-en-Beauce     | 28169      | Garancièrois             | 11,26            | 224 (2014)                        | 20                 |
| Le Gué-de-Longroi         | 28188      | Longroisiens             | 6,90             | 925 (2014)                        | 134                |
| Léthuin                   | 28207      | Lesthuniens              | 7,18             | 222 (2014)                        | 31                 |
| Levainville               | 28208      |                          | 5,55             | 395 (2014)                        | 71                 |
| Maisons                   | 28230      | Maisonnais               | 9,50             | 362 (2014)                        | 38                 |
| Moinville-la-Jeulin       | 28255      | Moinvilliens-Jeulinistes | 6,05             | 155 (2014)                        | 26                 |
| Mondonville-Saint-Jean    | 28257      |                          | 5,44             | 86 (2014)                         | 16                 |
| Morainville               | 28268      | Morainvillois            | 3,82             | 30 (2014)                         | 7,9                |
| Oinville-sous-Auneau      | 28285      |                          | 10,38            | 335 (2014)                        | 32                 |
| Orlu                      | 28288      |                          | 5,22             | 39 (2013)                         | 7,5                |
| Oysonville                | 28294      | Oysonvillois             | 9,63             | 514 (2014)                        | 53                 |
| Roinville                 | 28317      | Roinvillois              | 6,83             | 524 (2014)                        | 77                 |
| Saint-Léger-des-Aubées    | 28344      | Albériens                | 13,18            | 265 (2014)                        | 20                 |
| Sainville                 | 28363      | Sainvillais              | 21,87            | 1 012 (2014)                      | 46                 |
| Santeuil                  | 28366      |                          | 9,24             | 307 (2014)                        | 33                 |
| Umpeau                    | 28397      | Unipéliens               | 11,49            | 402 (2014)                        | 35                 |
| Vierville                 | 28408      | Viervillais              | 6,81             | 135 (2014)                        | 20                 |

## Compétences
- Aménagement de l'espace communautaire
  - Aménagement rural (à titre facultatif)
  - Constitution de réserves foncières (à titre obligatoire)
  - Schéma de cohérence territoriale (SCOT) (à titre obligatoire)
- Autres - Réalisation d'aire d'accueil ou de terrains de passage des gens du voyage (à titre facultatif)
- Développement et aménagement économique
  - Action de développement économique (Soutien des activités industrielles, commerciales ou de l'emploi, soutien des activités agricoles et forestières...) (à titre obligatoire)
  - Création, aménagement, entretien et gestion de zone d'activités industrielle, commerciale, tertiaire, artisanale ou touristique (à titre obligatoire)
- Développement et aménagement social et culturel
  - Activités périscolaires (à titre facultatif)
  - Construction ou aménagement, entretien, gestion d'équipements ou d'établissements culturels, socioculturels, socioéducatifs, sportifs (à titre optionnel)
  - Transport scolaire (à titre facultatif)
- Environnement
  - Assainissement collectif (à titre facultatif)
  - Collecte et traitement des déchets des ménages et déchets assimilés (à titre optionnel)
  - Protection et mise en valeur de l'environnement (à titre optionnel)
- Logement et habitat
  - Action en faveur du logement des personnes défavorisées par des opérations d'intérêt communautaire (à titre optionnel)
  - Politique du logement social (à titre optionnel)

## Historique
- 1er janvier 2007 : adhésion des communes de La Chapelle-d'Aunainville, Châtenay, Denonville, Moinville-la-Jeulin, Mondonville-Saint-Jean et Vierville.
- 11 janvier 2006 : réforme des statuts
- 20 septembre 2004 : définition de l'intérêt communautaire des zones d'activités économiques
- 12 décembre 2003 : création de la communauté de communes

## Sources
- Le SPLAF - (Site sur la Population et les Limites Administratives de la France)
- La base ASPIC d'Eure-et-Loir - (Accès des Services Publics aux Informations sur les Collectivités)